# Błona bębenkowa

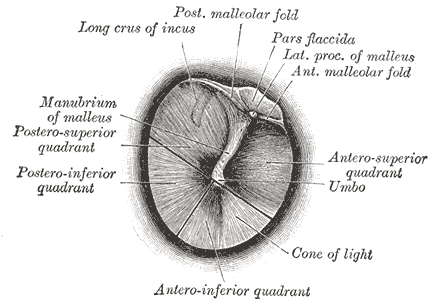
Prawa błona bębenkowa widziana od strony przewodu słuchowego zewnętrznego

Błona bębenkowa (łac. membrana tympani; tympanon – bęben; typto – biję lub myrinx) – błona koloru perłowoszarego oddzielająca przewód słuchowy zewnętrzny od ucha środkowego. Odgradza ucho środkowe od ucha zewnętrznego i zamienia fale dźwiękowe na drgania mechaniczne. Znajduje się ona w kości skroniowej. Grubość błony bębenkowej wynosi 0,1 mm. Jest kształtu eliptycznego o wymiarach 10–11x9 mm. Barwa prawidłowej błony bębenkowej jest perłowoszara, lekko połyskująca i nieco przezroczysta. U płodu błona bębenkowa jest położona prawie poziomo. Po urodzeniu przyjmuje położenie skośne. Kąt jej nachylenia do płaszczyzny poziomej wynosi 43–65° i jest otwarty ku przodowi (kąt inklinacji), z płaszczyzną pionową tworzy kąt 50° otwarty do tyłu (kąt deklinacji). 
Składa się ona z dwóch części:
- część napięta (łac. pars tensa) – większa część błony bębenkowej. Przymocowana jest ona do części bębenkowej kości skroniowej pierścieniem włóknisto-chrząstkowym (łac. anulus fibrocartilagineus);
- część wiotka, błona Schrapnela (łac. pars flaccida) – mniejsza, górna część błony bębenkowej, pozbawiona warstwy włóknistej. Przyczepia się do okostnej łuski kości skroniowej w jej wcięciu bębenkowym (Riviniego) (łac. incisura tympanica Rivini).

## Budowa ściany błony bębenkowej

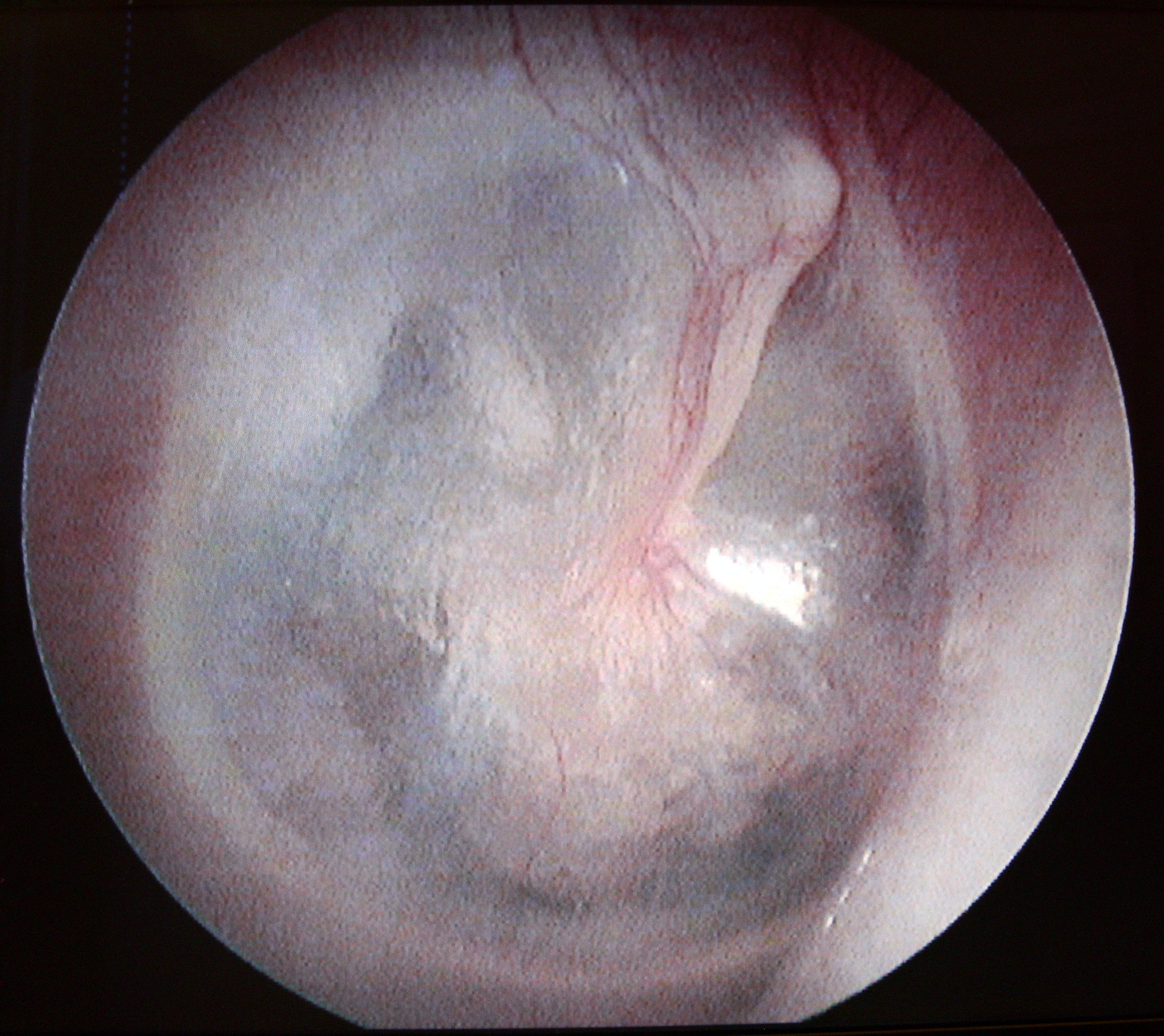
Zdjęcie prawidłowej błony bębenkowej prawej.

- Blaszka właściwa (łac. lamina propria), najgrubsza; tworzy rusztowanie dla pozostałych warstw. Występuje tylko w części napiętej.
- Warstwa skórna (łac.stratum cutaneum), którą stanowi skóra przewodu słuchowego zewnętrznego. Najgrubsza jest w części wiotkiej i na prążku młoteczka.
- część środkowa (włóknista) – występuje tylko w części napiętej. Składa się ona z dwóch warstw włókien biegnących promieniście i okrężnie. Części włóknistej nie posiada także mały trójkątny fragment położony pod błoną Schrapnela – trójkąt międzypromienisty.
- Warstwa śluzowa (łac. stratum mucosum) – stanowi ją błona śluzowa jamy bębenkowej.

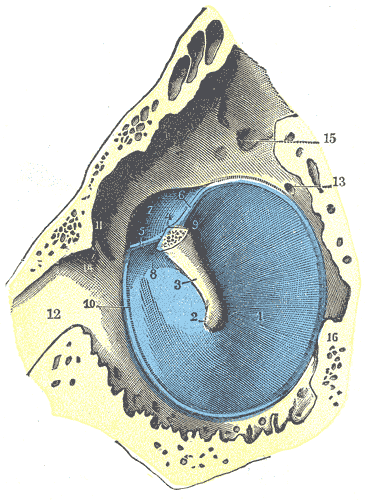
Błona bębenkowa prawa (zaznaczona na niebiesko) widziana od strony jamy bębenkowej. Widoczny fragment rękojeści młoteczka (3), (częściowo usunięty).

Bezpośrednio za częścią napiętą położona jest rękojeść młoteczka i wyrostek boczny młoteczka. Zrastają się one z błoną bębenkową wytwarzając na niej wyniosłość młoteczka (łac. prominentia mallearis) i biegnący ku dołowi i tyłowi prążek młoteczka (łac. stria mallearis). Zakończony jest on centralnie położonym zagłębieniem w błonie zwanym pępkiem błony bębenkowej (łac. umbo membranae tympani).
Na wysokości wyniosłości młoteczkowej poziomo ku przodowi i tyłowi przebiegają dwa fałdy błony bębenkowej, które ograniczają od dołu błonę Schrapnela:
- fałd młoteczkowy przedni (łac. plica mallearis anterior, ang. anterior mallear fold) zawierający więzadło przednie młoteczka
- fałd młoteczkowy tylny (łac. plica mallearis posterior, ang. posterior mallear fold) zawierający tylny odcinek struny bębenkowej

## Podział błony bębenkowej
Na potrzeby otologii błonę bębenkową dzieli się na cztery kwadranty Tworzy się je prowadząc dwie linie przechodzące przez pępek błony, przecinające się kątem 90° (pierwsza z nich poprowadzona jest prostopadle do rękojeści błony a druga w osi rękojeści).
- kwadrant przednio-górny
- kwadrant przednio-dolny
- kwadrant tylno-górny
- kwadrant tylno-dolny

Wytrzymałość błony bębenkowej jest duża (nie ulega uszkodzeniu do 13,33 kPa), natomiast jej sprężystość jest mała.
Fale dźwiękowe dochodzące do błony częściowo się odbijają a pozostała część wprowadza błonę bębenkową w drgania, które są następnie przenoszone na łańcuszek kosteczek słuchowych (młoteczek, kowadełko i strzemiączko) trafiając ostatecznie na okienko owalne a dalej do ślimaka.
Oprócz przewodnictwa (drogą kosteczek słuchowych), fale dźwiękowe docierają też przez błonę bębenkową za pośrednictwem przewodnictwa powietrznego – przez jamę bębenkową bezpośrednio na okienko owalne.

## Uszkodzenia błony bębenkowej
- Perforacja (ubytek) – uszkodzenie błony bębenkowej, polegające na wytworzeniu ziejącej dziury na jej obszarze. Przyczyną perforacji błony bywa najczęściej uraz mechaniczny, np. spowodowany przez czyszczenie uszu patyczkami czy innymi przedmiotami do tego nieprzeznaczonymi lub uraz powstały wskutek pobicia, gdzie uderzenie w okolicę ucha zwiększa ciśnienie powietrza w przewodzie słuchowym zewnętrznym doprowadzając do rozerwania błony.
  - Perforacja centralna – uszkodzenie błony bębenkowej, które nie dochodzi do jej brzegu.
  - Perforacja brzeżna (niebezpieczna) – uszkodzenie błony bębenkowej obejmujące także brzeg błony. Perforacja brzeżna jest groźniejsza od centralnej, gdyż istnieje możliwość napełzania i wrastania naskórka do wnętrza jamy bębenkowej i tworzenia perlaka.
- Retrakcja – wciągnięcie całej lub fragmentu błony bębenkowej (kieszonka retrakcyjna) w światło jamy bębenkowej najczęściej z powodu utrzymującego się podciśnienia spowodowanego niedrożnością trąbki słuchowej.